# Lago Erçek
El lago Erçek (en turco: Erçek Gölü, en armenio: Արճակ լիճ, en kurdo: Gola Erçekê) es un lago salado endorreico en la provincia de Van, en el este de Turquía, a unos 30 kilómetros al este del lago de Van. El lago se encuentra a una altitud de unos 1.803 metros y tiene una superficie de 106,2 kilómetros cuadrados y una profundidad media de 18,45 metros. Las orillas norte y oeste son escarpadas y rocosas, mientras que las orillas sur y este tienen una pendiente suave con llanuras costeras y fangosas.

## Geología y geografía
Las primeras investigaciones describieron el lago Erçek como formado por actividad volcánica; sin embargo, investigaciones recientes indican que es un lago tectónico. La cuenca del lago se formó por fallas de tendencia norte-sur durante el Pleistoceno Superior. Parece que el lago no subió mucho por encima de su nivel actual durante el Pleistoceno Superior y el Holoceno, según el examen y la datación por radiocarbono de muestras de sedimentos del lago. Las investigaciones sugieren que el lago no desbordó su cuenca durante este período.
El principal afluente del lago es el río Memedik Çayı (también conocido como Büyükçaylak Deresi), que entra en el lago por un amplio abanico en el oeste. El río Karasu, que nace en la frontera con Irán, pasa a menos de 1 kilómetro (0,62 millas) de la orilla noroeste del lago y está separado solo por una cresta baja, pero no entra en el lago y continúa hacia el oeste para desembocar en el lago de Van al noroeste de la ciudad de Van.

## Historia natural

### Pájaros
El lago Erçek es un lugar importante para la cría y migración de aves acuáticas. Entre 18 y 39 patos cabeciblancos en peligro de extinción fueron registrados en el lago en 2000, incluyendo dos o tres parejas reproductoras. Otras aves registradas como reproductoras en el lago incluyen el chorlitejo patinegro (75-85 parejas) y el chorlitejo mongol grande (10-15 parejas). El lago también es utilizado por el tarro canelo, el tarro blanco, el zampullín cuellinegro, la avoceta común y la pagaza piconegra. En 2020 se informó que se han visto 177 tipos diferentes de aves en el lago, 71 de las cuales viven allí todo el año.